# 岡部和憲
岡部 和憲（おかべ かずのり）は、日本の国土交通技官。国土交通省大臣官房審議官や、国土交通省北海道開発局長、国土交通省北海道局長等を歴任した。

## 人物・経歴
北海道釧路市出身。北海道札幌北高等学校を経て、1980年北海道大学工学部土木工学科卒業、北海道開発庁入庁。1992年北海道開発局帯広開発建設部治水課長。1995年北海道開発局石狩川開発建設部千歳川放水路建設事務所長。1997年北海道開発局建設部河川計画課流域対策官。2000年北海道開発局建設部河川計画課河川企画官。2001年国土交通省北海道開発局建設部河川計画課河川企画官。2002年国土交通省北海道局水政課企画官。
2004年国土交通省北海道開発局事業振興部都市住宅課長。2005年国土交通省北海道局参事官付企画調整官。2007年国土交通省北海道開発局建設部河川計画課長。2009年国土交通省北海道局水政課長。2012年国土交通省北海道開発局釧路開発建設部長。2013年国土交通省大臣官房審議官（北海道局担当）。2014年国土交通省北海道開発局長。2015年国土交通省北海道局長。2016年に退官後、北海道河川財団理事長や、北海道ファシリティマネジメント協会副会長等を歴任した。2021年北海道河川財団会長。